# Pięć oceanów
Agnieszka Osiecka – Pięć oceanów – 5-płytowa kompilacja, zawierająca utwory z tekstami napisanymi przez Agnieszkę Osiecką, która sama dokonała wyboru nagrań. Album został wydany w 1997 nakładem Polskiego Radia, w 2002 ukazała się jego reedycja.
1 października 2003 uzyskał w Polsce status podwójnej platynowej płyty.

## Lista utworów

### CD 1 – Ocean popielaty
| Nr. | Tytuł                               | Wykonawca                  | Muzyka                 | Rok  | Czas |
| --- | ----------------------------------- | -------------------------- | ---------------------- | ---- | ---- |
| 1.  | Mój pierwszy bal                    | Kalina Jędrusik            | Franciszka Leszczyńska | 1962 | 3:40 |
| 2.  | Ja z podróży                        | Maryla Rodowicz            | M. Rodowicz            | 1972 | 3:34 |
| 3.  | Księżyc we włosy                    | Skaldowie                  | Andrzej Zieliński      | 1968 | 3:09 |
| 4.  | Rodzi się ptak                      | Skaldowie                  | Adam Sławiński         | 1968 | 2:27 |
| 5.  | O przydatności duszy w życiu ptasim | Skaldowie                  | A. Sławiński           | 1968 | 2:41 |
| 6.  | Piosenka o życiu ptasim             | Skaldowie                  | A. Sławiński           | 1961 | 1:48 |
| 7.  | Jeszcze zima                        | Maryla Rodowicz i Alibabki | A. Sławiński           | 1968 | 3:47 |
| 8.  | Nikomu nie żal pięknych kobiet      | Wanda Warska               | Andrzej Kurylewicz     | 1968 | 3:28 |
| 9.  | Dwie szklaneczki wina               | Ludmiła Jakubczak          | Jerzy Abratowski       | 1961 | 3:17 |
| 10. | Pieniądze na bilet                  | Iza Zając                  | A. Sławiński           | 1993 | 3:01 |
| 11. | Ja nie chcę spać                    | Kalina Jędrusik            | Krzysztof Komeda       | 1965 | 3:00 |
| 12. | Dookoła noc się stała               | Łucja Prus                 | A. Sławiński           | 1965 | 2:41 |
| 13. | Uciekaj, moje serce                 | Seweryn Krajewski          | S. Krajewski           | 1978 | 3:33 |
| 14. | Dwie sowy                           | Seweryn Krajewski          | S. Krajewski           | 1970 | 3:59 |
| 15. | Zielono mi                          | Andrzej Dąbrowski          | Jan Wróblewski         | 1970 | 3:33 |
| 16. | Pijmy wino za kolegów               | Piotr Fronczewski          | S. Krajewski           | 1970 | 3:59 |
| 17. | Kolega Maj                          | Ewa Bem                    | Jan Wróblewski         | 1975 | 2:39 |
| 18. | Jarzębino, jarzębino!               | Łucja Prus                 | A. Sławiński           | 1967 | 3:54 |

### CD 2 – Ocean różowy
| Nr. | Tytuł                           | Wykonawca                           | Muzyka              | Rok  | Czas |
| --- | ------------------------------- | ----------------------------------- | ------------------- | ---- | ---- |
| 1.  | Gonić króliczka                 | Skaldowie                           | A. Zieliński        | 1968 | 2:24 |
| 2.  | Ballada wagonowa                | Maryla Rodowicz                     | A. Zieliński        | 1969 | 3:11 |
| 3.  | Gafy                            | Hanna Konieczna                     | A. Sławiński        | 1965 | 3:27 |
| 4.  | Czy te oczy mogą kłamać         | Jan Pietrzak                        | J. Pietrzak         | 1965 | 3:24 |
| 5.  | Pani mnie inspiruje             | Jan Pietrzak                        | J.Pietrzak          | 1993 | 3:58 |
| 6.  | Na wesoło                       | Magda Umer                          | S. Krajewski        | 1985 | 3:59 |
| 7.  | Dawne, zabawne                  | Magda Umer                          | Włodzimierz Nahorny | 1985 | 2:21 |
| 8.  | Cyganek                         | Jan Kobuszewski                     | H. Blum             | 1970 | 2:50 |
| 9.  | Wieczór na dworcu w Kansas City | Skaldowie                           | A. Zieliński        | 1967 | 2:17 |
| 10. | Sopockie bolero                 | Edyta Geppert                       | Włodzimierz Korcz   | 1985 | 5:17 |
| 11. | Pornografia                     | Barbara Dziekan                     | Jerzy Satanowski    | 1993 | 3:44 |
| 12. | Gaj                             | Maryla Rodowicz i Marek Grechuta    | M. Grechuta         | 1977 | 2:25 |
| 13. | Byle nie o miłości              | Anna Maria Jopek                    | A. Sławiński        | 1995 | 2:34 |
| 14. | Ludzkie gadanie                 | Maryla Rodowicz i Seweryn Krajewski | S. Krajewski        | 1975 | 4:24 |
| 15. | Zaczęty zeszyt                  | Maryla Rodowicz                     | S. Krajewski        | 1993 | 3:15 |

### CD 3 – Ocean niespokojny
| Nr. | Tytuł                         | Wykonawca                                        | Muzyka              | Rok  | Czas  |
| --- | ----------------------------- | ------------------------------------------------ | ------------------- | ---- | ----- |
| 1.  | Sztuczny miód                 | Barbara Krafftówna i zespół kabaretu „Pod Egidą” | Krzysztof Paszek    | 1973 | 3:48  |
| 2.  | Hej, Hanno!                   | Tadeusz Woźniak                                  | Katarzyna Gärtner   | 1968 | 2:58  |
| 3.  | Gonią wilki za owcami         | Fryderyka Elkana                                 | K. Gärtner          | 1968 | 2:07  |
| 4.  | Herbaciane nonsensy           | Kalina Jędrusik                                  | Edward Pałłasz      | 1964 | 2:08  |
| 5.  | Bossa nova do poduszki        | Maryla Rodowicz                                  | Jacek Mikuła        | 1977 | 4:50  |
| 6.  | Jakżeś niestała               | Seweryn Krajewski                                | S. Krajewski        | 1980 | 2:28  |
| 7.  | Konie                         | Maryla Rodowicz                                  | Włodzimierz Wysocki | 1979 | 10:40 |
| 8.  | Nie zabijaj mnie powoli       | Natalja Iwanowa                                  | Iwanowa             | 1993 | 2:05  |
| 9.  | Ech, ty babo!                 | Natalja Iwanowa                                  | N. Iwanowa          | 1993 | 2:45  |
| 10. | Ja nie odchodzę, kiedy trzeba | Natalja Iwanowa                                  | N. Iwanowa          | 1993 | 1:56  |
| 11. | Komu weselne dzieci           | Urszula Sipińska                                 | K. Gärtner          | 1974 | 4:16  |
| 12. | Małgośka                      | Maryla Rodowicz                                  | K. Gärtner          | 1972 | 4:28  |
| 13. | Pogoda na szczęście           | Seweryn Krajewski                                | S. Krajewski        | 1978 | 3:21  |
| 14. | Kołysanka dla Okruszka        | Seweryn Krajewski                                | S. Krajewski        | 1978 | 3:01  |
| 15. | Nie żałuję                    | Edyta Geppert                                    | S. Krajewski        | 1991 | 4:39  |
| 16. | Kochankowie z ulicy Kamiennej | Zofia Rysiówna                                   | Wojciech Solarz     | 1963 | 3:14  |
| 17. | Ulice wielkich miast          | Urszula Dudziak                                  | Jan Wróblewski      | 1964 | 3:14  |

### CD 4 – Ocean burz
| Nr. | Tytuł                               | Wykonawca                                             | Muzyka              | Rok  | Czas |
| --- | ----------------------------------- | ----------------------------------------------------- | ------------------- | ---- | ---- |
| 1.  | Wielka woda                         | Maryla Rodowicz i Alibabki                            | K. Gärtner          | 1979 | 5:16 |
| 2.  | Ucz się polskiego                   | Anna Żebrowska                                        | Maciej Małecki      | 1967 | 2:17 |
| 3.  | Nim wstanie dzień                   | Edmund Fetting                                        | K. Komeda           | 1963 | 3:05 |
| 4.  | Szpetni czterdziestoletni           | Magda Umer                                            | S. Krajewski        | 1985 | 2:20 |
| 5.  | Uroda                               | Wanda Warska                                          | W. Warska           | 1963 | 1:54 |
| 6.  | Wyrzeźbiłem twoją twarz             | Daniel Olbrychski                                     | Jerzy Matuszkiewicz | 1970 | 3:08 |
| 7.  | Na całych jeziorach – ty            | Teresa Tutinas                                        | A. Sławiński        | 1971 | 3:32 |
| 8.  | Nie ma jak pompa                    | Maryla Rodowicz z grupą wokalną i zespołem Chałturnik | J. Mikuła           | 1977 | 3:44 |
| 9.  | Nikt mnie nie kocha                 | Krystyna Sienkiewicz                                  | A. Sławiński        | 1966 | 1:34 |
| 10. | Zabawa w Sielance                   | Barbara Rylska i Andrzej Żarnecki                     | Marek Lusztig       | 1964 | 3:15 |
| 11. | Dziś prawdziwych Cyganów już nie ma | Maryla Rodowicz i Stan Borys                          | A. Zieliński        | 1974 | 4:34 |
| 12. | Grajmy Panu                         | Anna Szałapak                                         | Zygmunt Konieczny   | 1993 | 5:57 |
| 13. | Niech żyje bal                      | Maryla Rodowicz                                       | S. Krajewski        | 1984 | 5:16 |
| 14. | Sama chciała                        | Seweryn Krajewski                                     | S. Krajewski        | 1980 | 2:30 |
| 15. | Kiedy mnie już nie będzie           | Seweryn Krajewski                                     | S. Krajewski        | 1980 | 3:16 |
| 16. | Mówiłam żartem                      | Iga Cembrzyńska                                       | Jarosław Abramow    | 1964 | 4:22 |
| 17. | Zagrajmy w kości jeszcze raz        | Alibabki                                              | Wojciech Trzciński  | 1976 | 3:11 |

### CD 5 – Ocean granatowy
| Nr. | Tytuł                    | Wykonawca         | Muzyka                  | Rok  | Czas |
| --- | ------------------------ | ----------------- | ----------------------- | ---- | ---- |
| 1.  | Jeszcze zdążę            | Anna Szałapak     | Z. Konieczny            | 1996 | 1:22 |
| 2.  | Peonie                   | Anna Szałapak     | A. Sławiński            | 1994 | 4:15 |
| 3.  | Ucisz serce              | Anna Szałapak     | Z. Konieczny            | 1994 | 3:57 |
| 4.  | Oczy tej małej           | Magda Umer        | Z. Konieczny            | 1994 | 3:54 |
| 5.  | Miasteczko Bełz          | Magda Umer        | melodia hebrajska       | 1994 | 4:20 |
| 6.  | Człowiek piękny jest     | Marek Richter     | muzyka tradycyjna       | 1996 | 1:45 |
| 7.  | Im bliżej do końca       | Marek Richter     | Z. Konieczny            | 1996 | 1:49 |
| 8.  | Wesołe miasteczko        | Marek Richter     | Ewa Kornecka            | 1996 | 2:10 |
| 9.  | Księżyc frajer           | Gustaw Lutkiewicz | Tadeusz Kierski         | 1966 | 2:15 |
| 10. | Okularnicy               | Anna Maria Jopek  | J. Abramow              | 1995 | 4:33 |
| 11. | To wszystko z nudów      | Sława Przybylska  | Lucjan Kaszycki         | 1964 | 3:39 |
| 12. | Marzenki                 | Danuta Błażejczyk | Stanisław Walczykiewicz | 1996 | 3:48 |
| 13. | Pa pa paryski walczyk    | Edyta Jungowska   | Janusz Bogacki          | 1996 | 3:14 |
| 14. | Lwowskie tango           | Piotr Polk        | Jerzy Woy-Wojciechowski | 1995 | 3:42 |
| 15. | Jeżeli miłość jest       | Ewa Błaszczyk     | J. Bogacki              | 1994 | 3:27 |
| 16. | Ulica japońskiej wiśni   | Barbara Dziekan   | J. Satanowski           | 1993 | 3:33 |
| 17. | Na zakręcie              | Krystyna Janda    | Przemysław Gintrowski   | 1986 | 5:54 |
| 18. | To nasze ostatnie bolero | Ada Biedrzyńska   | J. Satanowski           | 1988 | 4:22 |
| 19. | Orszaki, dworaki         | Ewa Błaszczyk     | J. Satanowski           | 1982 | 2:30 |

## Twórcy

### Wokaliści
- Alibabki
- Ewa Bem
- Ada Biedrzyńska
- Ewa Błaszczyk
- Danuta Błażejczyk
- Stan Borys
- Iga Cembrzyńska
- Andrzej Dąbrowski
- Urszula Dudziak
- Barbara Dziekan
- Fryderyka Elkana
- Edmund Fetting
- Piotr Fronczewski
- Edyta Geppert
- Marek Grechuta
- Natalja Iwanowa
- Krystyna Janda
- Ludmiła Jakubczak
- Kalina Jędrusik
- Anna Maria Jopek
- Edyta Jungowska
- Jan Kobuszewski
- Hanna Konieczna
- Barbara Krafftówna
- Seweryn Krajewski
- Gustaw Lutkiewicz
- Jan Pietrzak
- Piotr Polk
- Łucja Prus
- Sława Przybylska
- Marek Richter
- Maryla Rodowicz
- Barbara Rylska
- Zofia Rysiówna
- Krystyna Sienkiewicz
- Urszula Sipińska
- Skaldowie
- Anna Szałapak
- Teresa Tutinas
- Magda Umer
- Wanda Warska
- Tadeusz Woźniak
- Iza Zając
- Andrzej Żarnecki
- Anna Żebrowska

#### Chórki
- Alibabki
- zespół kabaretu „Pod Egidą”

### Instrumentaliści
- Chałturnik
- Edward Dyląg (kontrabas)
- Natalja Iwanowa (gitara)
- Seweryn Krajewski (gitara)
- Maciej Łyszkiewicz
- Konrad Mastyło (fortepian)
- Jacek Mikuła (fortepian)
- Orkiestra pod dyrekcją Andrzeja Kurylewicza
- Orkiestra Polskiego Radia pod dyrekcją Stefana Rachonia
- Michał Półtorak (skrzypce)
- Janusz Sidorenko (gitara)
- Skaldowie
- SPPT Chałturnik pod kierownictwem Jana Wróblewskiego
- Zespół pod kierownictwem Jerzego Abratowskiego
- Zespół pod kierownictwem Janusza Bogackiego
- Zespół pod kierownictwem Wojciecha Borkowskiego
- Zespół pod kierownictwem Konrada Herlinga
- Zespół pod kierownictwem Wojciecha Karolaka
- Zespół pod kierownictwem Bogusława Klimczuka
- Zespół pod kierownictwem Krzysztofa Komedy
- Zespół pod kierownictwem Ewy Kornackiej
- Zespół pod kierownictwem Jerzego Matuszkiewicza
- Zespół pod kierownictwem Andrzeja Mundkowskiego
- Zespół pod kierownictwem Pawła Perlińskiego
- Zespół pod kierownictwem Jana Satanowskiego
- Zespół pod kierownictwem Adama Skorupki
- Zespół pod kierownictwem Adama Sławińskiego
- Zespół pod kierownictwem A. Trzaskowskiego
- Zespół pod kierownictwem Jana Wróblewskiego
- Zespół pod kierownictwem Andrzeja Zielińskiego

### Słowa piosenek
- Agnieszka Osiecka

### Kompozytorzy
- Jarosław Abramow
- Jerzy Abratowski
- Katarzyna Gärtner
- Przemysław Gintrowski
- Natalja Iwanowa
- Lucjan Kaszycki
- Tadeusz Kierski
- Krzysztof Komeda
- Zygmunt Konieczny
- Włodzimierz Korcz
- Ewa Kornacka
- Seweryn Krajewski
- Andrzej Kurylewicz
- Franciszka Leszczyńska
- Marek Lusztig
- Maciej Małecki
- Jacek Mikuła
- Krzysztof Paszek
- Jan Pietrzak
- Maryla Rodowicz
- Jerzy Satanowski
- Adam Sławiński
- Wojciech Solarz
- Wojciech Trzciński
- Stanisław Walczykiewicz
- Wanda Warska
- Jerzy Woy-Wojciechowski
- Jan Ptaszyn Wróblewski
- Włodzimierz Wysocki
- Andrzej Zieliński

### Inni
- Polskie Radio S.A.
- Polskie Radio Kraków S.A.
- Teatr Atelier w Sopocie
- Telewizja Polska
- TVP S.A.